# Port lotniczy Nojabrsk
Port lotniczy Nojabrsk (IATA: NOJ, ICAO: USRO) – port lotniczy położony 11 km na zachód od Nojabrska, w Jamalsko-Nienieckim Okręgu Autonomicznym, w Rosji.

## Kierunki lotów i linie lotnicze
| Linia lotnicza | Kierunek                                                                         |
| -------------- | -------------------------------------------------------------------------------- |
| Belavia        | Sezonowe czartery: 1. Mińsk                                                      |
| KrasAvia       | 1. Omsk                                                                          |
| NordStar       | 1. Krasnojarsk                                                                   |
| Red Wings      | 1. Jekaterynburg                                                                 |
| RusLine        | 1. Jekaterynburg                                                                 |
| S7 Airlines    | 1. Nowosybirsk                                                                   |
| Ural Airlines  | 1. Ufa                                                                           |
| UTair Aviation | 1. Moskwa-Wnukowo Sezonowo: 1. Nowosybirsk 2. Soczi                              |
| UVT Aero       | 1. Bugulma 2. Kazań                                                              |
| Yamal Airlines | 1. Moskwa-Domodiedowo 2. Omsk (od 7 stycznia 2024) 3. Salechard 4. Tiumeń 5. Ufa |